# Linum linearifolium
Linum linearifolium là một loài thực vật có hoa trong họ Linaceae. Loài này được Jáv. mô tả khoa học đầu tiên..